# Gérard Filion
Pour les articles homonymes, voir Filion.
Gérard Filion (né le 18 août 1909 à L'Isle-Verte et mort le 26 mars 2005 à Saint-Bruno-de-Montarville) est un journaliste, homme politique et administrateur québécois. il a été notamment directeur du journal montréalais Le Devoir de 1947 à 1963.

## Biographie
Gérard Filion fut journaliste et secrétaire général de l'Union catholique des cultivateurs (l'ancêtre de l'actuelle Union des producteurs agricoles du Québec), 1935-1947 ; directeur du quotidien Le Devoir, 1947-1963,; directeur général de la Société générale de financement, 1963-1966; et président-directeur général de Marine Industrie de Sorel, 1966-1974.
Il fut aussi membre, puis président de la Commission scolaire de Saint-Bruno-de-Montarville, 1947-1963; président fondateur de la Commission scolaire régionale de Chambly, 1961-1963; vice-président de la Commission royale d'enquête sur l'éducation (Commission Parent), 1961-1966; maire de Saint-Bruno-de-Montarville, 1960-1968; et président du Conseil de presse du Québec, 1983-1987.
Il est connu entre autres pour sa lutte contre le régime de Maurice Duplessis au cours des années 1950. Sa droiture, sa rigueur et son pragmatisme ont caractérisé Gérard Filion, que plusieurs considèrent comme un des précurseurs de la « Révolution tranquille » au Québec.[réf. nécessaire] L’école secondaire Gérard-Filion à Longueuil, une des premières écoles polyvalentes au Québec, fut nommé en son honneur.
Marié à Françoise Servêtre (morte en 1992), il a eu neuf enfants.
Il a publié ses mémoires en 1989.
Le fonds d’archives Gérard Filion est conservé au centre d’archives de Montréal de la Bibliothèque et Archives nationales du Québec.

## Œuvres
- Gérard Filion, Fais ce que peux : En guise de mémoires, Montréal, Boréal, 1989, 382 p. (ISBN 2-89052-280-6, présentation en ligne)

## Distinctions
- 1970 - Compagnon de l'Ordre du Canada
- 1989 - Grand officier de l'Ordre national du Québec
- Membre de la Société royale du Canada
- Membre de l'Académie des Grands Montérégiens
- Docteur honorifique de l'université de Montréal